# Mon robot et moi
 (août 2013).
Si vous disposez d'ouvrages ou d'articles de référence ou si vous connaissez des sites web de qualité traitant du thème abordé ici, merci de compléter l'article en donnant les références utiles à sa vérifiabilité et en les liant à la section « Notes et références ».
Mon robot et moi est une série télévisée d'animation franco-coréenne de 52 épisodes de 13 minutes, coproduite par le studio Millimages, Synergy Media, Canal J et Amuse Films. Développée par Charles Ballerait-Desprat et Fethi Nedjari, la série est réalisée par Olivier Derynck. Elle est diffusée depuis le 5 août 2013 sur France 3 dans Ludo. En Corée elle a été diffusée sur EBS.

## Synopsis
Mon robot et moi conte avec humour le quotidien d'élèves, et surtout d'une bande de copains, à l'intérieur du cadre si particulier et fantastique d'une école de robotique high-tech. Dirigée par l'incompétent et fantasque M. Nikils, cette école réserve bien des surprises.
Eugène, élève de l'école et héros de la série, est un petit génie de robotique passionné par ses multiples inventions. Il a fabriqué son propre robot : Chip. Bricolé à partir d'éléments de récupération, Chip est un robot exceptionnel ! Sa conception est si élaborée qu'il allie performances technologiques des robots et comportements quasi humains tels que l'initiative, la curiosité et l'humour.

## Personnages principaux
Eugène traverse ses journées d'étude en compagnie des autres élèves et surtout ses amis les plus proches: Maïa et Joseph. Ensemble ils font les 400 coups en utilisant la technologie comme tremplin pour accéder à leurs délires les plus fous ! 

### Eugène
Eugène est un fondu de robotique, et de haute technologie en général, version bricoleur de génie très créatif. Ce n’est pas pour autant un nerd. Il est attentif aux autres et à ce qui se passe autour de lui. Il n’hésite pas à utiliser la robotique pour aider les autres.
Mais souvent ses inventions (et notamment ses programmations sur Chip) sont tellement abouties qu’elles génèrent des effets secondaires imprévus.
Conscient de sa responsabilité, il fait tout son possible pour remettre les choses en ordre. 
Eugène est le héros de la série, proactif, positif,enthousiaste, spontané, franc… même s’il peut avoir des coups de blues, des moments de doute.
Il est reconnu par ses professeurs comme un élève extrêmement talentueux mais ingérable selon Nikils et créatif selon Headro.

### Chip
Même s’il ne paye pas de mine, Chip est un robot si bien programmé, qu’il en devient extrêmement sophistiqué, possédant des émotions et un certain libre arbitre… Il peut même décoder le langage des mouettes !
Il est curieux, vif, boudeur, spontané, premier degré, enthousiaste. Évidemment Chip adore Eugène, ce qui ne les empêche pas de se chamailler. Bien que ce dernier ait souvent le dernier mot.

### Maïa
Elle est vive et spontanée, et un brin garçon manqué. D'ailleurs Eugène et Joseph la considèrent comme leur pote ! Elle joue au foot avec eux et leur met généralement une tannée.
Quand elle revendique une part de féminité, les garçons ne comprennent pas, ce qui a le don de la faire sortir hors de ses gonds.
Elle peut s’emporter assez aisément, comme s’attendrir pour un rien. Elle est franche, directe et n’a pas sa langue dans sa poche. Elle analyse assez vite les situations et peut avoir des solutions « extrêmes ».

### Joseph
Joseph est naïf, rêveur, optimiste, comique, maladroit… C’est le gaffeur de la bande et peut s’affoler assez vite.
Joseph n’a pas forcément le sens de l’initiative ou quand il l’a, l’initiative n’est pas appropriée.
Il a une très haute opinion d'Eugène ("c'est un pur génie").
Il est souvent le complice de Chip dans ses gaffes.
Joseph c’est le copain rigolo qu’on adore, mais gaffeur et décalé.
Son robot est un bras articulé censé ranger sa chambre (sans que cela fonctionne) et pouvant lui gratter le dos ou lui apporter à manger.

## Personnages secondaires
Eugene, Joseph et Maia sont en classe avec cinq autres élèves d’origines diverses. Même si certaines affinités rapprochent certains élèves des autres, ils forment un groupe de camarades de classe qui vont devoir apprendre à gérer leurs qualités… comme leurs défauts.
Ils bénéficient de plusieurs cours dispensés par 3 professeurs récurrents et sont soumis aux exubérances d’un proviseur un peu dépassé par sa fonction.

### Autres élèves
- Wince : Sournois, vindicatif, cynique, critique… et pas vraiment brillant.

Bien qu’il ne soit pas réellement méchant, Wince ne va pas se priver d’embêter Eugene et sa bande si l’occasion se présente. 
Le robot de Wince s’appelle ZYG-360, ou seulement ZYG pour les intimes. Pas très évolué, parlant d’une façon désordonnée, il est naïf et plutôt sympa.
- Ruby : Un électron libre, un peu gothique, très pessimiste et souvent solitaire. Elle voit la vie en noire et semble toujours en décalage avec les autres.

Il paraitrait qu’elle porte la poisse… mais rien n’a jamais été prouvé.
- Tulipe : Elle est le prototype même de la « blonde », dans le sens le plus cliché du terme : Grande, belle et très, très nunuche.

Pas méchante pour deux sous, elle est très manipulable et naïve. Un vrai bonheur pour quelqu’un comme Wince qui ne se prive jamais de la taquiner.
Tulipe est fan d’un groupe de Rock robotique nommé Nick Weber.
- Kevin : Sympa, mais plutôt complexé et doutant de lui-même. Assez versatile, on ne peut pas forcément compter sur lui dans les coups durs. Il se range souvent du côté du plus fort.

- Julia : Excellente élève, Julia est sans aucun doute la meilleure de la classe. Très ordonnée, caricaturalement studieuse (elle travaille tout le temps et adore ça)… et hyper maniaque. Julia s’amuse rarement comme un enfant de son âge pourrait le faire. Elle est donc, pour les autres, la rabat-joie de service. Tout ce qui compte pour elle est d’avoir la note parfaite : une erreur commise est une erreur de trop ! Elle parle avec une syntaxe parfaite.

### Équipe pédagogique
- Monsieur Nikils : il est le proviseur de l’école.

À première vue sévère, rigoureux, sec, impatient, il impressionne les élèves… mais il cache une nature plus exubérante. Il est souvent extrême dans ses émotions. Dès qu’il est seul, il laisse libre cours à sa nature et est quelqu'un d’assez farfelu.
Bien que directeur d’une école de robotique, il n’y connaît en réalité pas grand-chose et ne sais rien programmer. Ce qu’il veut, c’est de l’ordre, que l’école roule toute seule sans que cela lui prenne trop de temps.
Il cumule une quantité incroyable de défauts : l’incompétence, la lâcheté ou la mauvaise foi entre autres. Mais au fond, il a une âme de romantique et ne rêve que de danser avec Miss Melinda, dont il est secrètement amoureux.
- Bill Headro : Headro est le prof de travaux pratiques robotique. Contrairement aux autres profs, il ne dispose pas d’une classe mais d’un labo.

Sympa, cool, réellement compétent mais parfois un peu trop décontracté du point de vue de Nikils !
Un peu trop laxiste, il ne donne pas suite aux punitions ou aux menaces de sanction qu’il lance.
Plutôt bonne pâte, Headro ne tient pas trop rigueur des quelques brimades d’élèves dont il est parfois victime.
- Miss Melinda : Elle est professeur de créativité, une matière moins théorique, proche des arts plastiques liés à la robotique.

Elle est très raffinée. Pétrie de principes de justice et de liberté. C’est une idéaliste. Elle est compréhensive, elle fait confiance aux enfants et leur laissent toujours une chance.
Elle est très joyeuse. Les élèves adorent ses cours.
Nikils en est raide dingue, mais elle fait mine de pas s’en apercevoir.
- Melle Rose : Melle Rose est professeur d’histoire de la robotique. Vieille fille sévère et célibataire… elle intimide les élèves et les profs.

Elle donne des leçons à tout le monde et sur tout et quitte rarement son côté prof. Elle fait même des remarques au proviseur sur sa façon de se tenir droit.
Mais derrière cette façade de rigueur, elle brûle d’un amour torride pour monsieur Nikils qui, au mieux est un peu gêné, au pire… s’enfuit en courant.

### Les robots de l'école
Il y a globalement quatre types de robots : les robots surveillants, les robots d’entretien, les robots jardiniers et les robots mécanos. 
Les robots de l’école sont designs et futuristes. Ils sont là pour faire ce pour quoi ils sont programmés !

## Voix françaises
- Julien Crampon : Eugène
- Magali Rozensweig : Chip
- Sophie de Fürst : Maïa
- Gwenaëlle David : Joseph
- Thomas Sagols : Wince
- Laurent Morteau : Nikils/Headro
- Céline Ronté : Kevin

## Fiche technique

### Millimages
- Réalisateur : Olivier Derynck
- Producteurs : Roch Lener, Jonathan Peel
- Productrice exécutive : Marie-Caroline Villand
- Musique : Nicholas Varley
- Direction d'écriture : Eddy Fluchon, Marie-Caroline Villand
- Directrice du studio : Sandrine Arnault
- Chargé de production : Hugues Proust
- 1er assistant-réalisateur : Benjamin Van Megglelen
- Chef storyboarder : Marc Sierra
- Développements graphiques : Bruno Martineau, Olivier Montenon, Eric Guttierez
- Chef décoratrice : Gaëlle Trémolières
- Chef monteuse : Fiona Couturier
- Designers : Sébastien Morin, Alexandre Grynagier, Rémi Lasfargeas, Thierry Beltrami, Philippe Fernandez, Rémi Dousset
- Animatique & Layout 3D : Sophie Borlee, Nazim Meslem
- Montage : Sophie Borlee, Nazim Meslem
- Superviseurs d'animation : Benjamin Van Meggelen
- Post production : HighFun
- Assistante monteuse : Bérengère Dulauroy
- Studio enregistrement voix : Lylo Post Production
- Ingénieurs du son : Françoise Trouy, Bénédicte Subra, Gautier de Faultrier, Rémi Durel, Julie Tribout
- Design sonore et bruitages : Tabaskko, Bruno Gueracague, Nadège Feyrit
- Mixage : Studio SLEDGE, Bruno Mercere

### Synergy Media
- Studio d'animation : Synergy Media
- Producteurs associés : Eugene Kang, Sung-Jai Ahn
- Producteur exécutif : Sean Song
- Directeur de production : Jong-Hak Kim
- Chargé de production : Jarin Sohn
- Coréalisateurs : Hyun-Churl Cho, Young-Min Kim
- Assistants coréalisateurs : Dong-Ho Keum, Hee-Seok Shin
- Superviseurs Modeling : Na-Mi Kim
- Superviseur Set-up, Rigging : Joong-Su Han
- Chefs animateurs : : Woo-Yub SIM, Jin-Han Yoon
- Superviseur Lighting : Jung-Jo Yoon
- Superviseur FX : Jae-Hyun Park
- Superviseur Compositing : Yoon-Hee Jung

## Épisodes
| No | Titre Français             | Titre Anglais                    | Scénario                                    | Storyboard                  |
| -- | -------------------------- | -------------------------------- | ------------------------------------------- | --------------------------- |
| 1  | La bonne leçon             | A lesson learnt                  | Marie-Caroline Villand, Eddy Fluchon        | Olivier Derynck             |
| 2  | Ruby la poisse             | Ruby the jinx                    | Marie-Caroline Villand, Eddy Fluchon        | Mickael Merigot             |
| 3  | Une journée particulière   | Missed the bus                   | Morgan Riester, Jean-Luc Cano               | Thierry Martin              |
| 4  | Prise de bec               | A birds eyeview                  | Marie-Caroline Villand                      | Pascal Pinon                |
| 5  | Super Tulipe               | Super Tulip                      | Christophe Patris                           | Mickael Merigot             |
| 6  | Allez Joseph               | Joseph Reboot                    | David Crozier, Boris Le Roy, Tigran Rosine  | Marc Sierra                 |
| 7  | Le grand quiz              | The Big Quiz                     | Marie-Caroline Villand, Jean de Loriol      | Nicolas Hess                |
| 8  | L'œil                      | The Eye                          | Christophe Patris                           | Nicolas Hess                |
| 9  | Electro                    | Electro                          | Baptiste Heidrich, Eddy Fluchon             | Mickael Merigot             |
| 10 | Les farceurs               | Pranksters                       | Marie-Caroline Villand, Eddy Fluchon        | Nicolas Hess                |
| 11 | Junior                     | Junior                           | Marie-Caroline Villand, Anne-Christine Caro | Marc Sierra                 |
| 12 | Et si c'était vrai...      | If it were true…                 | Marie-Caroline Villand, Eddy Fluchon        | Marc Sierra                 |
| 13 | La bonne aventure          | The Happy medium                 | Marie-Caroline Villand, Eddy Fluchon        | Christophe-Ollivier Noborio |
| 14 | En scène !                 | A Cardinal Act                   | David Crozier, Boris Le Roy, Tigran Rosine  | Nicolas Hess                |
| 15 | Attention Danger           | Safety First                     | Marie-Caroline Villand, Eddy Fluchon        | Christophe-Ollivier Noborio |
| 16 | Sa majesté des blattes     | Lord of the roaches              | Alain Vallejo, Pascal Bertho                | Christophe-Ollivier Noborio |
| 17 | Guitare héros              | The guitar legend                | Marie-Caroline Villand, Eddy Fluchon        | Nicolas Hess                |
| 18 | Le tournoi                 | Battle robot                     | David Crozier, Boris Le Roy, Tigran Rosine  | Pierre Cerutti              |
| 19 | Robor 01                   | Robor 01                         | Alain Vallejo, Pascal Bertho                | Matthieu Venant             |
| 20 | L’allergie d’Eugène        | Eugene's allergy                 | Marie-Caroline Villand, Eddy Fluchon        | Pascal Pinon                |
| 21 | Le rubis de Ruby           | Ruby's lucky Ruby                | David Crozier, Boris Le Roy, Tigran Rosine  | Christophe-Ollivier Noborio |
| 22 | Gags et Courtoisie         | Inside Joke                      | Alain Vallejo, Pascal Bertho                | Nicolas Hess                |
| 23 | Le Meillieur ami de Tulipe | Tulip's best friend              | Morgan Riester                              | Eric Couta                  |
| 24 | Kleptomanie et Zizanie     | To catch a thief                 | Vanessa Kowalczyk, Fanny Meeschaert         | Christophe-Ollivier Noborio |
| 25 | La liste                   | The list                         | Morgan Riester                              | Matthieu Venant             |
| 26 | Soirée frissons            | Goosebumps                       | David Crozier, Boris Le Roy, Tigran Rosine  | Mickael Merigot             |
| 27 | Mauvaises ondes            | Bad vibes                        | Baptiste Heidrich                           | Matthieu Venant             |
| 28 | Scarlette                  | Scarlet                          | Baptiste Heidrich, Eddy Fluchon             | Pierre Cerutti              |
| 29 | La guilde                  | The guild                        | Jerôme Erbin                                | Christophe-Ollivier Noborio |
| 30 | Major et majorettes        | Robot parade                     | Jean-Michel Bourquardez                     | Nicolas Hess                |
| 31 | Les murs invisibles        | Invisible walls                  | Alain Vallejo, Pascal Bertho                | Nicolas Hess                |
| 32 | La vie en Rose             | Ruby Tuesday                     | Hervé Benedetti, Nicolas Robin              | Mickael Merigot             |
| 33 | Dernier Round              | Last round                       | Jerôme Erbin                                | Eric Couta                  |
| 34 | Le plus cancre des deux    | Worse and Even Worse             | Jerôme Erbin                                | Matthieu Venant             |
| 35 | Le précieux anneau         | The precious ring                | Jerôme Erbin                                | Pierre Cerutti              |
| 36 | Eugène superstar           | Eugene superstar                 | Jerôme Erbin                                | Christophe-Ollivier Noborio |
| 37 | Quel Cinéma                | Movie time                       | Baptiste Heidrich                           | Nicolas Hess                |
| 38 | Le crapausaure             | A froggy night                   | Baptiste Heidrich, Eddy Fluchon             | Pierre Cerutti              |
| 39 | Comme un aimant            | Magnetised                       | Christophe Patris                           | Nicolas Hess                |
| 40 | Un coupable trop parfait   | A slick felon                    | Jerôme Erbin                                | Pierre Cerutti              |
| 41 | Menteur Menteur            | Liar Liar                        | David Crozier, Boris Le Roy, Tigran Rosine  | Christophe-Ollivier Noborio |
| 42 | Tu parles d'un cadeau !    | What a gift !                    | Alain Vallejo, Pascal Bertho                | Christophe-Ollivier Noborio |
| 43 | Laser Game                 | Laser Game                       | David Crozier, Boris Le Roy, Tigran Rosine  | Mickael Merigot             |
| 44 | Rencontre du type 3.0      | Close Encounters of the 3.0 kind | Jerôme Erbin, Eddy Fluchon                  | Pierre Cerutti              |
| 45 | Le casting                 | The casting                      | Hélène lausecker, Nafissa Messaoui          | Patrick Georges             |
| 46 | Le cauchemar de Nikils     | Nikils' Nightmare                | Jerôme Erbin, Eddy Fluchon                  | Mickael Merigot             |
| 47 | In labor veritas           | In labor veritas                 | Alain Vallejo, Pascal Bertho                | Christophe-Ollivier Noborio |
| 48 | T'inquiète, je gère        | Don't worry I'm on it            | Jerôme Erbin, Eddy Fluchon                  | Nicolas Hess                |
| 49 | Mascarade                  | Masquerade                       | Baptiste Heidrich, Eddy Fluchon             | Nicolas Hess                |
| 50 | Junior 2.0                 | Junior 2.0                       | Alain Vallejo, Pascal Bertho                | Marc Sierra                 |
| 51 | L'inventeur de l'Overball  | He who invented Overball         | Christophe Patris, Eddy Fluchon             | Christophe-Ollivier Noborio |
| 52 | le truc venu d'ailleurs    | Something from somewhere         | Baptiste Heidrich, Eddy Fluchon             | Eric Couta                  |